# Commission des Affaires culturelles, familiales et sociales
Histoire
Cadre
La commission des Affaires culturelles, familiales et sociales constitue l'une des six commissions permanentes de l'Assemblée nationale française jusqu'au 1er juillet 2009, date à laquelle elle est scindée en deux nouvelles commissions distinctes :
- La commission des Affaires culturelles et de l'Éducation[1] ;
- La commission des Affaires sociales[2].

Avant sa dissolution, elle était présidée par Pierre Méhaignerie, avec pour vice-présidents Christian Kert, Pierre Morange, Alain Néri et Jean-Luc Préel.
Les domaines de compétence de la commission étaient :
- enseignement et recherche
- formation professionnelle
- promotion sociale
- jeunesse et sports
- activités culturelles
- information
- travail et emploi
- santé publique
- famille
- population
- sécurité sociale
- aide sociale
- pensions civiles, militaires, de retraite et d’invalidité

## Liste des présidents sous laVeRépublique
| Portrait | Nom | Dates du mandat       | Dates du mandat | Groupe         | Législature | Notes | |
| -------- | --- | --------------------- | --------------- | -------------- | ----------- | ----- | --- |
| 1        |     | Jacques Barrot        | 8 avril 1986    | 14 mai 1988    | UDF         | VIIIe | Député de la Haute-Loire de 1981 à 1995. Il perd la présidence après les élections législatives de 1988 qui voit le PS obtenir la majorité.                                          |
| 2        |     | Jean-Michel Belorgey  | 28 juin 1988    | 1er avril 1993 | SOC         | IXe   | Député de l'Allier de 1981 à 1993. Démissionne de son mandat le 24 mars 1993. |
| 3        |     | Michel Péricard       | 8 avril 1993    | 25 mai 1995    | RPR         | Xe    | Député des Yvelines de 1978 à 1999. |
| 4        |     | Bruno Bourg-Broc      | 1er juin 1995   | 21 avril 1997  | RPR         | Xe    | Député de la Marne de 1982 à 2007 et de 2009 à 2012. En 1997, Jacques Chirac dissout l'Assemblée nationale, le PS obtient la majorité aux élections législatives de 1997.            |
| 5        |     | Claude Bartolone      | 17 juin 1997    | 1er avril 1998 | SOC         | XIe   | Député de Seine-Saint-Denis de 1981 à 1998, de 2002 à 2007 et de 2012 à 2017. Démissionne à la suite de sa nomination comme Ministre délégué à la Ville dans le gouvernement Jospin. |
| 6        |     | Jean Le Garrec        | 8 avril 1998    | 18 juin 2002   | SOC         | XIe   | Député du Nord de 1986 à 1993, il ne se présente pas aux élections législatives de 1993.                                                                                             |
| 7        |     | Jean-Michel Dubernard | 25 juin 2002    | 19 juin 2007   | UMP         | XIIe  | Député du Rhône de 1986 à 1990 et de 1991 à 2007. |
| 8        |     | Pierre Méhaignerie    | 28 juin 2007    | 30 juin 2009   | UMP         | XIIIe | Député d'Ille-et-Vilaine de 1995 à 2012. La commission est dissoute au 1er juillet 2009.                                                                                             |